# 김준성 (배우)
김준성(金俊盛, 1975년 10월 4일 ~ )은 대한민국의 배우이다.

## 학력
- 웨이크포레스트대학교 철학과, 경제학과

## 연기 활동
홍콩에서 태어난 그는 초-중-고교를 마치고 테니스 선수가 되기 위해 미국 노스캐롤라이나주 웨이크포레스트대학교에 진학, 2년간 대학선수로 활동하다가 그만두고, 부전공으로 경제학을 선택해 방학 때 투자은행에서 인턴십으로 일해본 경험을 계기로 투자은행에 취업하게 됐다. 졸업 후 홍콩으로 돌아가 유럽계 투자은행인 ABN 암로에 입사했고, 1999년 한국 지사 발령을 받아 한국 생활을 시작했다. 브로커 생활 약 2년만인 2001년 사표를 내고, 연예계 진출을 결심, 뮤지컬 '로키호러픽쳐쇼'에 단역으로 출연했다.
2001년 초 영어전문채널 '아리랑TV'의 영어 퀴즈쇼 '퀴즈쇼 컨텐더스'의 진행을 맡아 1년 6개월 동안 방송활동을 접하게 됐고, '태양의 남쪽'을 통해 탤런트로 데뷔했다.

## 영화
- 2002년 《4발가락》 ... 해태 부하 역
- 2004년 《어디선가 누군가에 무슨 일이 생기면 틀림없이 나타난다 홍반장》 ... 노도철 역(우정출연)
- 2005년 《가능한 변화들》 ... 데이빗 역
- 2005년 《사랑니》 ... 이석 30세 역
- 2007년 《어깨너머의 연인》 ... 권영후 역
- 2007년 《웨스트 32번가》 ... 갱스터 마이크 역
- 2007년 《뜨거운 것이 좋아》 ... 영미 네일 아티스트 역(특별출연, 편집삭제)
- 2008년 《이리》
- 2009년 《작전》 ... 재미교포 펀드매니저, 브라이언 최 역
- 2009년 《포가튼》
- 2010년 《만추》 ... 왕징 역
- 2011년 《이노센스 블러드》(미국)
- 2013년 《남자사용설명서》 ... 오지훈 역
- 2014년 《우는 남자》 ... 존 리 역
- 2015년 《설지》 ... 장동건 역

### 드라마
- 2003년 SBS 주말극장 《태양의 남쪽》 ... 정연수 역
- 2003년 SBS 주간시트콤 《형사》
- 2004년 SBS 금요드라마 《아내의 반란》 ... 정준모 역
- 2005년 SBS 미니시리즈 《패션 70s》 ... 김홍석 장군의 보좌관 역
- 2006년 SBS 금요드라마 《그 여자》 ... 차명진 역
- 2007년 SBS SBS 대기획 《로비스트》 ... 마피아 중간보스 마이클 역
- 2007년 SBS 금요드라마 《날아오르다》 ... 박강우 역
- 2011년 JTBC 미니시리즈 《빠담빠담... 그와 그녀의 심장박동소리》 ... 박찬걸 역

### 뮤지컬
- 2001년 《로키 호러 쇼》

### 교양
- 2001년 아리랑 TV 《퀴즈쇼 컨덴더스》 MC

## 광고
- 교보자동차보험
- 수협
- SK텔레콤
- 대림 e-편한세상